# Народна и универзитетска библиотека „Иво Андрић”
Народна и универзитетска библиотека „Иво Андрић” највиша је библиотечка институција на Косову и Метохији, а налази се у Приштини. Мисија библиотеке је да сакупља, чува, промовише и учини доступним документарно и интелектуално наслеђе. Библиотека је позната по јединственој историји и стилу зграде који је пројектовао југословенски и хрватски архитекта Андрија Мутњаковић.

## Историјат
Збирке хришћанске и муслиманске верске заједнице сматрају се најстаријим архивским библиотекама на Косову и Метохији. Библиотека је званично отворена у новембру 1944. године у Призрену. Године 1982. библиотека је пресељена у садашњу зграду у Приштини, а више пута је мењала име.
| Година     | Назив                                                 |
| ---------- | ----------------------------------------------------- |
| 1944—1953. | Обласна народна библиотека                            |
| 1956—1962. | Библиотечки центар АКМО                               |
| 1962—1970. | Покрајинска народна библиотека                        |
| 1970—1990. | Народна и универзитетска библиотека Косова            |
| 1990—1999. | Народна и универзитетска библиотека Косова и Метохије |
| 1999—данас | Народна и универзитетска библиотека „Иво Андрић”      |

Током деведесетих година 20. века, библиотека је коришћена за смештај великог броја избеглица из Босне и Херцеговине, који су избегли током распада СФРЈ. Након НАТО окупације Косова и Метохије у јуну 1999. године откривено је да је Југословенска војска користила библиотеку као командни центар.
После рата на Косову и Метохији постојала је велика воља и жеља за реконструкцијом зграда библиотеке и поновним успостављањем библиотечких услуга на свим нивоима. То је урађено уз помоћ посебне групе стручњака из Унеска, Савета Европе и Међународне федерације библиотечких удружења и институција.
Посебна група стручњака креирала је различите програме обуке као што су: Законодавство и администрација, мобилна библиотека, реконструкција, књиге и читање, стручно усавршавање и развој информационих технологија, културно наслеђе, деца и млади, програм отвореног приступа, иницијативна подршка и програм братимљења. Током година реорганизације, помагале су јој многе институције као што су америчка амбасада, Организација за европску безбедност и сарадњу, немачке уметничке иницијативе, Рајфајзен банка и друге.

## Архитектура
Најзначајнији део садашње библиотеке је њена зграда. Постоје контрадикторна мишљења о стилу градње. Садашња зграда библиотеке свечано је отворена 25. новембра 1982. године. Пројектовао ју је хрватски и југословенски архитекта Андрија Мутњаковић. Њен простор се састоји од 16.500 квадратних метара. Израђена је са зенит прозорима, са укупно 99 купола различитих величина и у потпуности је покривена металном мрежом, која има своју посебну архитектонску симболику. У њој се налазе две читаонице са 300, односно 100 места, читаоница за периодику, просторије за посебне збирке, каталогизацију и истраживање, амфитеатар са 150 места и сала за састанке са 75 места. Библиотека има капацитет да прими око два милиона свезака. Материјали који се налазе на два нивоа испод земље затворени су за јавност.
Предворје библиотеке служи за разне културне догађаје. Под хола је јединствено дело разноврсног од мозаичног мермерног камена. Највећа купола библиотеке главни је украс високог плафона сале, пружајући тако довољно природног осветљења.
Године 2009. сајту Virtual turist проглазио је Народну и универзитетску библиотеку „Иво Андрић” за једну од десет најружнијих грађевина на свету.
- Главна сала са мермерним подом
- Један од амфитеатара у библиотеци
- Једна од читаоница у библиотеци
- Поглед на трећи спрат

Према архитекти Народне и универзитетске библиотеке „Иво Андрић”, зграда треба да представља стил који меша византијске и исламске архитектонске форме. Неке архитекте и део јавности сматра да је ова зграда реакција на безличност међународног стила и покушај комбиновања савремених средстава са регионалним традицијама и руралном архитектуром, али и да је примерак модерног метаболичног стила градње. Упркос званичним изјавама архитекте о стилу библиотеке, постоје многе друге контроверзе када је реч о изгледу зграде и њеном значењу.

## Библиотечка сарадња
Народна и универзитетска библиотека „Иво Андрић” одговорна је за координацију великог броја библиотека на Косову и Метохији. Такође је одговорна за пружање информација за високо образовање и истраживање и приступ различитим базама података. 
Има 1.890.194 библиотечке јединице, са 475.324 наслова, од чега су 382.806 књиге, 281.591 часописи, 984.022 новине и 241.775 осталих јединица. Између 2004. и 2009. библиотека је обогаћена са 30.000 нових наслова.
У 2013. години број збирки библиотеке достигао је 2 милиона јединица. Колекције ретких старих књига, старих новина и часописа, албански рукописи са латиничном, грчком и арапском графиком драгоцено су богатство културног наслеђа које се чувају у овој институцији. Такође, мапе, фото документи и други вредни документи представљају културно наслеђе. Најстарија књига пронађена у Националној библиотеци је Historia de vita et gestis Scanderbegi Epirotarum , Марина Барлетија, написана на латинском језику.
Народна и универзитетска библиотека „Иво Андрић” користи три међународна стандарда за каталогизацију. AACR2 који је ISNC стандард, ISBD који је IFLA стандард и MARC 21 стандард. Библиотека користи две стандардне класификације материјала, Универзалну децималну класификацију и Предметну класификацију.

## Организација
У оквиру библиотеке постоји неколико мини библиотека као што су амерички кутак, библиотеке савреме уметности, НАТО библиотеке, музичке библиотеке, библиотеке за слепе и друге.
Свако може да користи њене услуге, али корисници морају да имају најмање 18 година да би тражили и наручивали материјале из колекција. Њени предмети не могу се позамљивати за кућну употребу и морају се читати у некој од читаоница. Годишње се региструје око 5.000 корисника, што ову библиотеку чини једном од најпосећенијих на Косову и Метохији.

### Дигитализација
Дигитализација за Народну и универзитетску библиотеку „Иво Андрић” је пројекат од великог значаја. Током овог процеса, има за циљ да стави на мрежу национално наслеђе и друге материјале, како би их промовисали и олакшали појединцима из других земаља приступ. Године 2008. основан је Документарни центар.
Због веома великог броја докумената који се морају дигитализовати, и процеса који траје пуно времена, библиотека је успоставила низ критеријума за документе који се морају дигитализовати пре осталих, а један од основних критеријума је културна и историјска вредност. На основу тих критеријума, ово су документи који имају приоритет у дигитализацији: најтраженији материјал који је у лошем физичком стању, историјске књиге и рукописи, микрофилмови и други врло потребни материјали. Генерално, материјали који се најчешће дигитализују су ретке књиге (49%), фотографије (44%), рукописи (39%), монографије (35%), музика (30%), новине (9%) и мапе (1%).